# ラカイン州
ラカイン州（ラカインしゅう）は、ミャンマーの行政区画である。面積36,762平方キロメートル、州都はシットウェ。国土の南西に位置してインド洋のベンガル湾に面し、西端でバングラデシュと国境を接する。ミャンマー、バングラデシュ、インドという3つの国家、南アジアと東南アジア、仏教世界とイスラム世界という3つの地政学的結節点であり、そのため、ラカイン州はミャンマーの「西の門」と呼ばれている。
ミャンマーの歴史は、ミャンマー平野部のビルマ族とモン族の王国を中心に展開したが、ラカイン州はアラカン山脈によってそれらの地域から隔てられ、独自の展開を遂げた。とはいえ、ミャンマーでもっとも貧しい地域の1つである。

## 歴史
今日のラカイン州に対応する地域、アラカンの歴史は、おおまかに７つの時代に区分する事ができる。最初の4つの時代は、ラカイン族が支配したアラカン王国で、政治組織の権力中枢の存在したラカイン北部地域、特にカラダン川流域を地盤としていた。従って、これらの時代は、ダニヤワディー, ワイタリ, レイムロ,  ミャウウーに分けられている。
1784年から1785年にかけて、アラカン王国はビルマのコンバウン王朝に征服され、それ以後、ラカイン地方はコンバウン王朝の領土となった。1824年、第一次英緬戦争が勃発し、1826年にはラカイン州とタニンダーリ地方域が同時に、本国への返還として、ビルマから英国へ割譲された。しばらくして英領インドのビルマ地方の一部に編入された。1948年、ビルマは独立を与えられたが、ラカイン族は新共和国に併合されたままになった。

### 独立王国

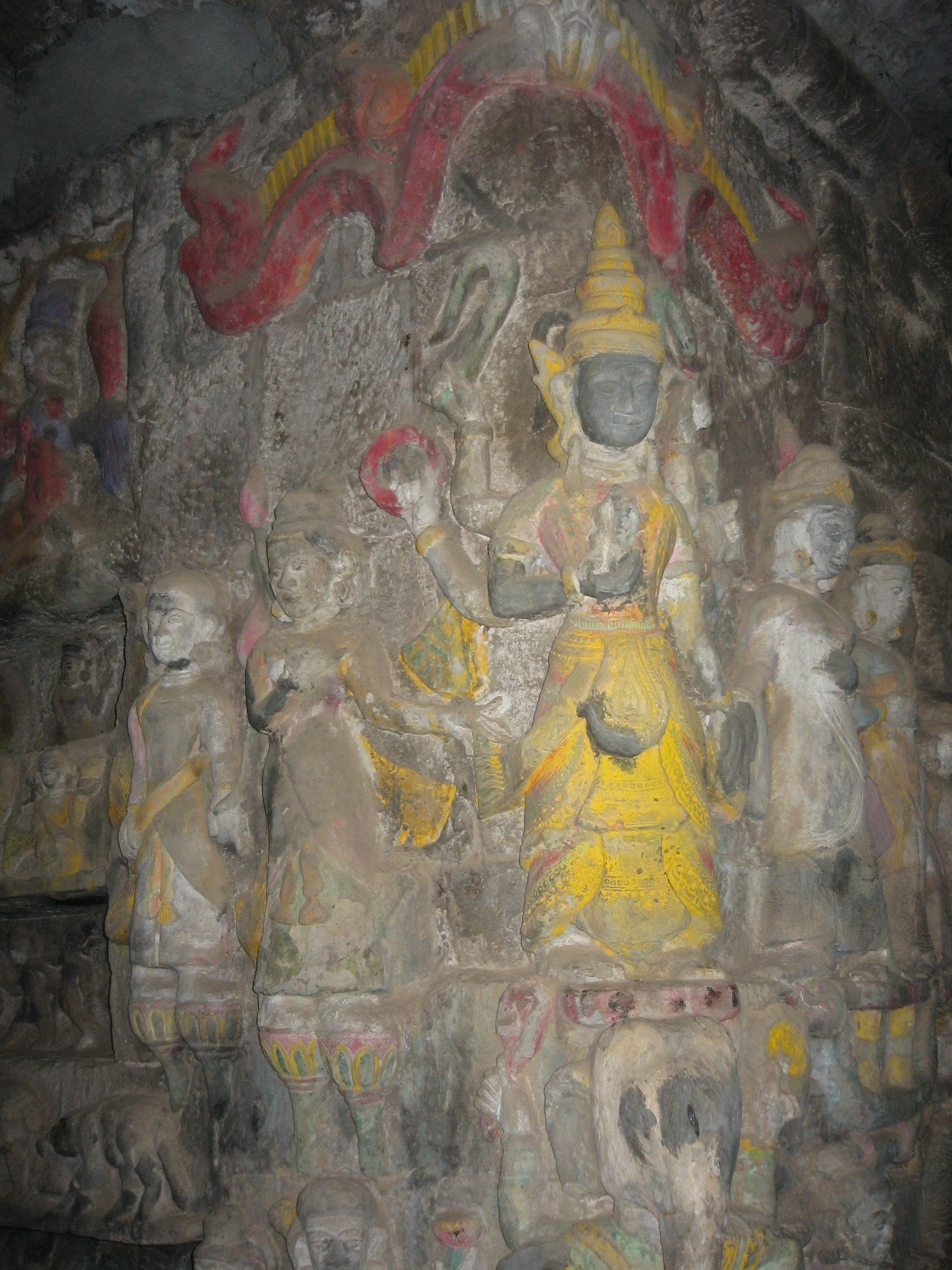
アラカン王ミン・ビンの像

アラカンの口承や寺院の碑文を基にするならば、ラカイン州の歴史は相当古い時代にまで遡ることが出来る。ラカイン族は自身の民族史を紀元前3325年まで遡って、1785年の最後の支配者に至るまでの227人のアラカン王国の君主を明らかにしている。彼らはその領土、すなわちアヴァ, イラワジ・デルタ, en:Thanlyin (シリアム)の港町、ベンガル東部（ラカイン族と近縁のマルマ族が居住するチッタゴン丘陵地帯）も描いている。しかし、歴代のアラカン王国の領土が、既知の特定な歴史的ドキュメントによる正確な確証が与えられているわけではない。
ラカイン族の伝説によれば、最初に記録された王朝は北部の町ダニヤワディー周辺を中心として紀元前34世紀から紀元前327年まで続いたとされている。ラカイン族の書物と碑文が伝えるところによれば、有名なマハムニ仏が作られたのは紀元前554年のことで、その時ブッダが王国を訪れたとされている。
紀元4世紀にダニヤワディーが衰亡すると、権力の中心はワイタリの町を拠点とする二番目の新王朝に移った。この時期こそ、それ以前より多くの考古学的遺物が残っているワイタリ期と、ラカインの文化・建築・仏教の古典時期とが一致するのである。ワイタリ王朝の権力の衰退とともに、三番目の新王朝はレイムロ川沿いの4つの町に出現し、レイムロ王朝期を迎え、4つの主要都市は順番に首都の役割を果たした。
1429年、ミン・ソー・モンが最後の王朝を樹立し、1430年にミャウウーを拠点にした。ラカイン族は、大航海時代をラカイン族の黄金時代と看做しており、ミャウウーが商業港として重要な位置を占めるようになると、アラビアやヨーロッパとの広範囲な海運に組み込まれた。1666年、ムガル帝国にチッタゴンを奪われると、17世紀を通じて、衰退を続けた。内乱・暴動や王の追放が非常に一般的であった。彼らがアジアで覇を唱えた時代の間、ヨーロッパから来航したポルトガル人がアラカンに一時的施設を得た。

### 非ラカイン族による支配
1785年（あるいは1784年）、内部分裂していた王国がビルマのコンバウン朝に降伏した。マハムニ仏は戦勝品としてビルマ人に奪われた。緩衝国として機能していたアラカンが陥落したことによって、膨張主義のビルマとイギリス東インド会社の領土が直接接触した結果、緊張が将来暴発する舞台を設定してしまった。様々な地政学的諸問題が、以前にビルマに戦勝品として奪われたマハムニ仏を理由に、第一次英緬戦争を引き起こし、今回は神殿の巨大な鐘をイギリス軍が戦勝品として、イギリス東インド会社の第2師団司令官のBhim Singhへその勇気を称えて送った。この彫刻された巨大な鐘は、現在もインドウッタル・プラデーシュ州en:Kanshi Ram Nagar districten:Kasganj近郊のNadrai村にあるヒンズー教神殿に備え付けられている。1826年、ヤンダボ条約で戦闘は終了し、ビルマはen:Company rule in India（en:Presidencies and provinces of British India。1858年から英領インド）にアラカン（ラカイン州）とテナセリム（タニンダーリ地方域）を割譲することを余儀なくされた。英国はアキャブ（Akyab, 現シットウェ）をアラカンの区都とした。後に、アラカンはイギリス領インド帝国の一地方になり、1937年にビルマがインド帝国から分離され別の直轄植民地である英領ビルマになった時、その一地方として返還された。アラカンはミャウウー王朝期の伝統的な区分に添う3つの地区に行政上の区分がなされていた。

### 第二次世界大戦
第二次世界大戦中のビルマの戦いにおいて、ビルマ中心部と英領インドを結ぶ位置にあるアラカン（ラカイン州）は、日本軍と英印軍の激戦地となった。有名なのは第一次アキャブ作戦と第二次アキャブ作戦、ラムリー島の戦いである。

### 独立
1948年、アラカンは新たに独立したビルマ連邦の一部となり、3つの地区はラカイン管区となった。1950年代から、ラカイン地方の分離（en:secession）独立を回復するための運動が活発になった。この感情をなだめる役割のひとつとして、1974年、ネ・ウィンの社会主義政権は、アラカン地区からラカイン州を構成し、地域の多数派のラカイン族に名目上の自治権を与えた。ムジャーヒディーンと自称しているイスラム教分離主義勢力もまたイスラム教徒が多いバングラデシュのベンガル地方に隣接する国境地域で、イスラム国家樹立を目的とする反乱を継続している。これに対する弾圧で生じた難民問題が、国際連合でも無国籍扱いになっている、ロヒンギャ問題である。同様の難民問題は、バングラデシュからインドのトリプラ州へ流入するベンガル人問題でもみられている（トリプラ紛争）。バングラデシュ政府によるチッタゴン管区の少数民族居住地での同化政策や、ダム建設による10万人近い住民の強制立ち退きも、両国の難民に共通する背景である。うち2万人がミャンマーへ、4万人がインドへそれぞれ難民として移住している。2012年6月8日には、ロヒンギャと仏教徒との対立が激化。大規模な衝突が発生し、ラカイン州には非常事態宣言が出された（ラカイン州暴動 (2012年)）。外国人（支援団体）に排他的傾向を示す住民も多く、2014年2月には州都にある国境無き医師団の事務所に抗議行動が行われたほか、翌3月には世界食糧計画の倉庫が暴徒に襲撃されている。2017年8月25日には、州内の複数の警察、軍の施設が武装組織に攻撃を受ける事件が発生。アラカン・ロヒンギャ救世軍が犯行声明を出した。
ロヒンギャがバングラデシュなどへ難民として脱出する一方で、ムスリムが多いバングラデシュで差別・迫害を受けたチッタゴン丘陵地帯に住む仏教徒が、隣接するラカイン州へ移住する例も多い。ミャンマーは全体として仏教徒が多く、ミャンマー国軍などがラカイン州の仏教徒人口を増やすため、ロヒンギャが脱出した跡地の村を提供するなどして移民を勧誘しているとの報道もある。

## 地理
西海岸に位置して、北はチン州、東はマグウェ地方域、バゴー地方域、南はエーヤワディ地方域、北西部はバングラデシュのチッタゴン管区と接する。西はベンガル湾に面しマユ半島（Mayu Peninsula）があり、ラムリー島やチェドバ島（マナウン島）を含む。北緯17°30'～21°30'、東経92°10'～94°50'の範囲に位置する。アラカン山脈（最高峰はヴィクトリア山の3,063m）が、ラカイン州とミャンマー土を分けている。

## 隣接行政区画
- チッタゴン管区
- チン州
- マグウェ地方域
- バゴー地方域
- エーヤワディ地方域

## 行政区画
- シットウェ県（英語版） - （シットウェ）
- モンドウ県（英語版） - （モンドウ） 外国人立入り禁止特別区。国防省より特別入管許可書を事前に取得する必要有り。
- チャウピュー県（英語版） - （チャウピュー）
- サンドウェ県（英語版） - （サンドウェ）

## 交通
空港
- シットウェ空港（Sittwe Airport）
- チャウピュー空港（Kyaukpyu Airport）
- サンドウェ空港（Thandwe Airport）
- グワ空港（Gwa Airport）

水上
- シットウェ港
- カラダン川（シットウェ - パレッワ（英語版））[9][10]

## 経済

### 貧困
- 2014年の世界銀行の推計によると、ミャンマー全体の貧困率が37.5％であるのに対し、ラカイン州の貧困率は78％で、ミャンマーの州・地方域の中でもっとも高い。ミャンマーの貧困層の14.9％がラカイン州に住む。
- ラカイン州の南北で経済格差があり、ロヒンギャが多く住む北部の平均所得はラカイン族が多く住む南部の42～84％程度。
- 国連開発計画（UNDP）の2010年のデータによると、栄養不足人口は州人口の53％。国連世界食糧計画（WFP）の2014年のデータによると、食料貧困（最低限のカロリー摂取に必要な食料を確保できる状態）の状態にある人口は、全国平均が4.8％であるのに対し、ラカイン州は10％。
- トイレのない世帯の割合は、全国の農村部の平均が9％であるのに対し、ラカイン州は46％。
- UNDP・政府の2017年の識字率は全国平均より低く、特に女性で顕著。就学率は小学校90％、中学校57％、高校31％（全国平均はそれぞれ、94％、71％、44％）[11]。
- 2021年クーデター後、食料・医薬品など生活必需品の価格が高騰し、人々の生活を圧迫している[12]。

### 産業
ラカイン州の人口の85％が農村部に住み、零細農漁業、またはその日雇い労働に従事する。日雇い労働に従事するのは土地なし層だが、土地なし層は全世帯の26％。一部地域では50％を超える。ロヒンギャが多くむラカイン州北部ほど土地なし層が多い。2017年のロヒンギャ危機以降、大量のロヒンギャがバングラデシュに流出したことにより労働力不足に悩んでいる。

### 移民
州の貧困を反映して国内外に出稼ぎに行く人々が多い。ロヒンギャは国内移動が制限されているため海外に活路を求める人々が多く、ボートピープルとなってタイ、マレーシアなどに渡り、そこで不法移民となり低賃金違法労働に従事している。人身売買の対象になっていることも多い。ラカイン族の人々も国内外に出稼ぎに行く人々が多い。

### 中国のプレゼンス増大
21世紀初頭から、中華人民共和国のエネルギー資源計画に基づいた中国・ビルマ・パイプラインと大型船が寄港可能な港湾施設の建設が始まった。チャウピューの港湾（チャウピュ港）でポートスーダンからの石油を陸揚げ可能になり、石油パイプラインで昆明まで輸送が可能になる。